# Megastethodon lundbladi
Megastethodon lundbladi är en insektsart som beskrevs av Victor Lallemand och Synave 1955. Megastethodon lundbladi ingår i släktet Megastethodon och familjen spottstritar. Inga underarter finns listade i Catalogue of Life.